# Frickenhäuser See
Der Frickenhäuser See im Landkreis Rhön-Grabfeld in der Nähe des Gemeindeteils Mellrichstadt-Frickenhausen ist der größte natürliche See in Unterfranken. Er hat eine Fläche von 11.000 Quadratmetern (1,1 Hektar), eine maximale Wassertiefe von 28 Metern und als Besonderheit, aufgrund seiner Entstehung, keine oberirdischen Zu- oder Abflüsse.
Der Frickenhäuser See ist ein Naturdenkmal, welches von der einheimischen Bevölkerung als Freizeit- und Erholungsstätte genutzt wird.
Alljährlich findet am Frickenhäuser See das Frickenhäuser Seefest einschließlich eines Feuerwerks statt.

## Geologie
Der nahezu kreisrunde See liegt in Trias-Gesteinen des östlichen Rhönvorlandes, im nördlichsten Teil des Süddeutschen Schichtstufenlandes. Bei der Geländeeintiefung, in der sich der See gebildet hat, handelt es sich um einen eingebrochenen, durch die Auswaschung wasserlöslichen Gesteins (Subrosion) entstandenen, unterirdischen Hohlraum (Doline). Dass sich dort Wasser hält, liegt vermutlich daran, dass der Boden der Doline nachfolgend auf natürlichem Weg nach unten abgedichtet wurde. Ob sich der See ausschließlich durch Oberflächenwasser speist oder ob er auch unterirdische Zuflüsse besitzt, ist nicht bekannt.
Der See liegt auf einer nordwest-südost verlaufenden Verwerfung, die zur sogenannten Heustreuer Störungszone gehört. An dieser Störung ist Oberer Buntsandstein (Röt) im Südwesten gegen Unteren Muschelkalk („Wellenkalk“, Jena-Formation) im Nordosten aufgeschoben. Die Heustreuer Störungszone geht auf die Fernwirkung der Alpenentstehung zurück (Saxonische Bruchschollentektonik).
Der Frickenhäuser See liegt somit zur Hälfte im Unteren Muschelkalk (in der Steilwand am Nordost-Ufer des Sees anstehend), weshalb es naheliegend ist, dass der Hohlraum in den entsprechenden Kalksteinen entstanden ist. Es kann aber nicht ausgeschlossen werden, dass die Dolinenbildung von den in etwas größerer Tiefe liegenden und teils deutlich leichter löslichen Gips- oder Steinsalzlagern der Werra-Folge der Zechstein-Serie ausgegangen ist.
Der See ist vom Bayerischen Landesamt für Umwelt als geschütztes Geotop ausgewiesen und gehört zu den 100 schönsten Geotopen Bayerns (siehe auch Liste der Geotope im Landkreis Rhön-Grabfeld).